# Felix Manalo

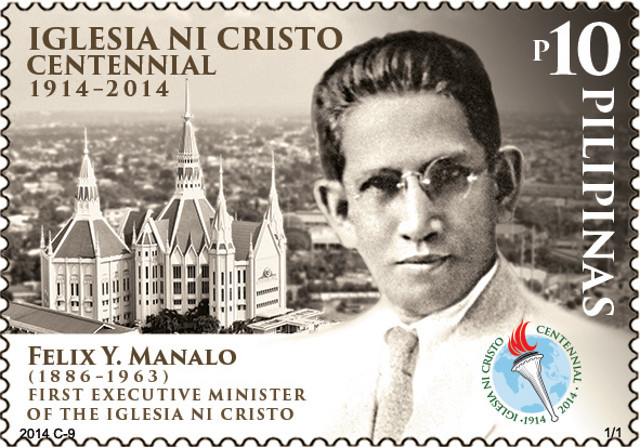
Manalo op een Filippijnse postzegel uit 2014

Felix Manalo (Taguig, 10 mei 1886 - Quezon City, 12 april 1963), ook wel bekend als Ka Felix was van 1913 tot 1963 de eerste leider van de Iglesia ni Cristo (INC). Na diens dood werd de leiding over de kerk overgenomen door zijn zoon Eraño Manalo.
Felix Manalo registreerde de INC op 27 juli 1914 bij de Filipijnse regering. Hierdoor wordt hij meestal beschreven als de oprichter van de kerk. Volgens de officiële leer van de kerk is de INC echter opgericht door Jezus Christus en was Manalo de boodschapper die door God werd gestuurd om kerk opnieuw op te richten volgens de ware leer.
Manalo werd geboren in een vroom katholiek gezin en begon de katholieke leer in twijfel te trekken tijdens de Filipijnse Revolutie in de jaren 1890. Uiteindelijk bekeerde hij zich eerst tot het Methodisme in 1904 en vervolgens tot Zevendedagsadventist in 1911. Omdat hij het niet eens was met de belangrijkste doctrines, werd hij in 1913 uit deze kerk gezet. Deze bekeringen vonden plaats voordat hij begon met het prediken van wat later de leer van de Iglesia ni Cristo zou worden in een wijk in Santa Ana, Manilla. De  Iglesia ni Cristo registreerde hij op 27 juli 1914 formeel bij de Filipijnse overheid als een religieuze organisatie. Hij werd door zijn vroege volgelingen gezien als de "engel die opstijgt uit het Oosten", zoals vermeld in Openbaring 7:2. Tijdens zijn ambtstermijn als uitvoerend minister hield hij toezicht op de vroege groei en snelle expansie van de kerk na de Japanse bezetting van het land tijdens de Tweede Wereldoorlog. In de jaren 1950 was Manalo's gezondheid verslechterd, waardoor de meeste van zijn officiële kerkelijke taken aan zijn zoon Eraño Manalo werden overgelaten. Hij stierf in 1963 aan een maagzweer.